# Dnestr
Dnestr (efter ryska Днестр, på ukrainska Дністе́р Dnister, på rumänska Nistru), alternativt Dnjestr, är en 1 370 km lång flod i östra Europa. Den bildar i norr gräns mellan Moldavien och Ukraina och flyter sedan in i Moldavien och utgör där gränsen för den autonoma republiken Transnistrien.

## Beskrivning
Dnestr rinner genom ett område på det östeuropeiska slättlandet, nära Karpaterna, som tillhört många riken genom historien. Den är en av flera floder som rinner från nordväst mot Svarta havet i sydöst. Efter fredsfördraget i Iași 1792 mellan Kejsardömet Ryssland och Osmanska riket blev floden gräns mellan de två länderna.
Floden rinner upp väster om den ukrainska staden Turka nära gränsen till Polen och flyter först norrut för att sedan svänga av åt sydöst mot Svarta havet. I början av 1970-talet byggdes i Tjernivtsi Oblast en större dammanläggning i vars närhet staden Novodnistrovsk grundlades. Denna fördämning dränkte en mängd byar och samhällen längs floden.
Floden bildar gräns mellan Ukraina och Moldavien innan floden korsar gränsen in i Moldavien strax efter staden Soroca. I Moldavien utgör den sedan gräns för den autonoma republiken Transnistrien och där flyter floden genom den autonoma republikens huvudstad Tiraspol.
Dnestr flyter sedan åter in i Ukraina och rinner ut i Svarta havet via deltalagunen Dnistrovskyj liman, strax sydväst om Odessa.
Dnestr är Ukrainas näst största flod, efter Dnepr och den är Moldaviens största flod.